# دریم لینوکس
دریم لینوکس (به انگلیسی: Dreamlinux) یک سیستم‌عامل بر پایه توزیع دبیان بود که در کشور برزیل توسعه می‌یافت. دریم‌لینوکس سیستم‌عاملی آزاد و متن‌باز بود که بیشتر قسمت‌های آن تحت اجازه‌نامه جی‌پی‌ال و اجازه‌نامه‌های آزاد دیگر منتشر می‌گشت. دریم لینوکس می‌توانست به شکل زنده راه‌اندازی شود یا روی دیسک سخت نصب شود.
تیم توسعه‌دهندگان دریم‌لینوکس که کار خود را در سال ۲۰۰۶ میلادی با نسخهٔ ۱٫۰ این توزیع آغاز کرده بود، در اوایل اکتبر ۲۰۱۲، در حالی که نسخهٔ ۵٫۰ توزیع در ژانویهٔ ۲۰۱۲ ارائه شده بود، اعلام کرد که این پروژه دیگر ادامه نخواهد یافت.